# Oláh Gábor utcai stadion
Az Oláh Gábor utcai stadion Debrecen második legnagyobb stadionja a Nagyerdei Stadion után, mely számtalan első osztályú labdarúgó mérkőzésnek adott már otthont. A Debreceni Sportcentrum Kiemelkedően Közhasznú Nonprofit Kft. kezelésében lévő területen helyezkedik el a füves centerpálya, a füves edzőpálya, egy salakos pálya és négy bitumenes kispálya. 1993 és 2014 között a Debreceni VSC csapatának hazai pályája volt.

## A stadion megközelítése
- Villamossal: az 1-es villamossal a vasútállomástól közelíthető meg a stadion:
  - a 9. megállóban (Nagyerdei körút) leszállva, gyalogosan a Nagyerdei körúton
  - a 10. megállóban (Aquaticum) leszállva, gyalogosan az Oláh Gábor utcán érhető el a stadion.
- Autóval:
  - a 4-es vagy a 33-as főúton érkezők a villamos vonalát követve a Nagyerdei körúton haladva juthatnak el a pályára.
  - az M3-as autópályáról érkezőknek az M35-ös autópályára letérve Debrecen/Hajdúböszörmény, majd Debrecen-Józsa felé kell haladniuk. A 37-es csomópontnál le kell kanyarodni Debrecen–Észak felé a 354-es főútra. A 35-ös főút kereszteződésben, le kell kanyarodnunk a 35-ös főútra, a város felé vezető irányba (balra). A negyedik lámpás kereszteződésnél balra kell fordulni a Doberdó utcára. Onnan végig egyenesen, az út vonalát követve a Dóczy József utcán át egészen az Egyetem térig (Liszt Ferenc Zeneművészeti Főiskola 10 emeletes épülete) folytatjuk utunkat, ahol a körforgalmon egyenesen áthaladva elérjük a villamos pályáját, itt jobbra kell fordulni a Nagyerdei körútra. Innen egyenesen a stadionig visz az út.

### Válogatott mérkőzések a stadionban
| Dátum             | Kiírás     | Ellenfél         | Eredmény | Nézőszám |
| ----------------- | ---------- | ---------------- | -------- | -------- |
| 2000. március 29. | Barátságos | Lengyelország    | 0-0      | 7.000    |
| 2002. április 17. | Barátságos | Fehéroroszország | 2-5      | 4.000    |